# Erlianzaur
Erlianzaur (Erliansaurus bellamanus) – teropod z rodziny terizinozaurów (Therizinosauridae)
Żył w epoce późnej kredy (ok. 70-65 mln lat temu) na terenach Azji. Długość ciała ok. 3 m, wysokość ok. 1,2 m, masa ok. 150 kg. Jego szczątki znaleziono w Chinach i w Mongolii.